# ساتیریکون (فیلم ۱۹۶۸)
«ستیریکون» (انگلیسی: Satyricon) یک فیلم به کارگردانی جان لوئیجی پولیدورو است که در سال ۱۹۶۹ منتشر شد. از بازیگران آن می‌توان به اوگو تونیاتسی، تینا امون، و گراتزیلا گراناتا اشاره کرد.